# 17744 Jodiefoster
17744 Jodiefoster è un asteroide areosecante del sistema solare. Scoperto il 18 gennaio 1998 dall'OCA-DLR Asteroid Survey a Caussols e dedicato all'attrice statunitense Jodie Foster.
Presenta un'orbita caratterizzata da un semiasse maggiore pari a 2,3931711 UA e da un'eccentricità di 0,3127041, inclinata di 3,06967° rispetto all'eclittica.